# Hocker

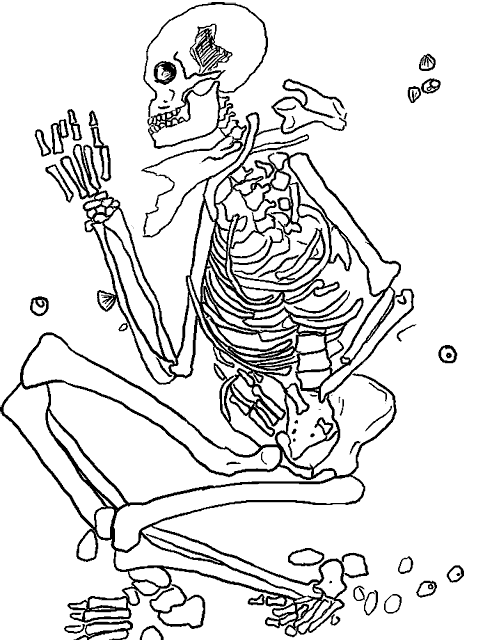
Grav från Capsienkulturen med den döde placerad i Hockerställning.

Hocker är ett tyskt ord som i arkeologisk terminologi betecknar ett hopkrupet läge, vilket ofta liknas vid sovställning. I vissa stenåldersgravar har den döde placerats i hockerläge övertäckt av ett skinn, till exempel ett vildsvinsskinn.

## Mesolitikum
Under mesolitisk tid begravdes personer ibland i sittande hocker, ett exempel är Barumskvinnan och Uleberg, Tossene 280. Grav har   rester av två personer i sittande hockerläge och upptäcktes i juni 1929 av skolläraren i Uleberg Edvard Sjöfält, och efterundersöktes av Niklasson och av Cullberg 1977. Osteologiskt undersöktes benen av Fürst 1929. Två 14C-dateringar föreligger 6890±100 BP (St2440, GAM dat nr 19), 6630±75 BP (Ua-7838)

## Trattbägarkulturen
Karl-Göran Sjögren skriver i Fragment av ordning: Resultaten från Frälsegården kan bli betydelsefulla i denna pågående diskussion. Trots de omfattande skadorna på kammaren har vi kunnat se att användningen av kammaren varit rumsligt väl strukturerad. Ett antal artikulerade skelett och delar av skelett har påvisats i kammarens centrala del. Med all sannolikhet har dessa lagts in som hela kroppar i kammaren, troligen invirade i skinn eller hopbundna med armar och ben uppdragna mot kroppen.
Det finns stöd för teorin att döda begravdes sittande i nischer i megalitgravar. Teorin om benhus där man förvarade skeletterade ben har måst överges efter att den granskats.

## Gropkeramikkulturen
En genomgång av gotländska mellanneolitiska gravar fanns 23 individer begravda  i hockerläge. En individ var placerad i möjlig sittande hockerläge. 22 individer var placerade i liggande hockerläge.

## Stridsyxekulturen
I Svenska folket genom tiderna band 1 Sveriges förhistoriska bebyggelse skriver Forssander:
Själva graven utgöres av en enkel nedgrävning i grusen, 0,5—1 m. djup och lagom stor för att mottaga ett lik i hukande läge. Det sistnämnda draget är särskilt karakteristiskt. Den döde placerades undantagslöst med uppdragna eller böjda ben, och betecknande är också, att armarna läggas så, att den ena eller båda händerna vila under eller strax nedom huvudet. Innebörden i denna placering förefaller alldeles klar. Så som den döde ligger i graven, så vilar den levande i sömnen, med uppdragna knän och med ansiktet lutat mot handen. Att den inträffade döden uppfattades som ett slags sovande tillstånd, förefaller från sådana utgångspunkter vara uppenbart.
Efter mellanneolitikum minskar hockergravarna i antal därmed inte sagt att de försvinner.